# Olivia Oprea
Olivia Oprea (Târgoviște, 19 de març de 1987) és una defensa i centrecampista de futbol internacional amb Romania. Ha desenvolupat la major part de la seva carrera a la lliga espanyola, jugant al Llevant UE i Vila-real CF.

## Trajectòria
| Temporades    | Lliga             | Club            | P  | G | Actualitzat |
| ------------- | ----------------- | --------------- | -- | - | ----------- |
| 04/05 - 06/07 | D1                | CSS Targoviste  |    |   |             |
| 2007          | D1                | Alma KTZ        |    |   |             |
| 07/08 - 08/09 | D1                | Sporting Huelva |    |   |             |
| 09/10         | D1                | Amazones Dramas |    |   |             |
| 10/11         | D1                | Sporting Huelva |    |   |             |
| 11/12         | D1                | Olimpia Cluj    |    |   |             |
| 12/13         | D2                | ADFB La Rambla  |    |   |             |
| 13/14         | D2                | CF Costa Adeje  |    |   |             |
| 14/15         | D1                | Sevilla FC      |    |   |             |
| 15/16 - act.  | D1                | Llevant UE      | 19 | 0 | 01/07/2016  |
|               |                   |                 |    |   |             |
|               | Selecció absoluta |                 |    |   |             |

| Títols — Seleccions nacionals            |
|                                          |
| Títols — Clubs                           |
| 1 Lliga                                  |
| Reconeixements — Premis                  |
|                                          |
| Reconeixements — Seleccions de jugadores |
|                                          |